# Варденафил
Варденафил — лекарственное средство, селективный ингибитор цГМФ-специфической фосфодиэстеразы типа 5 (ФДЭ5), предназначенное для лечения эректильной дисфункции. Варденафила гидрохлорид — почти бесцветное твёрдое вещество с молекулярной массой 579,1; растворимость в воде 0,11 мг/мл.

## Фармакологическое действие
Эрекция полового члена представляет собой гемодинамический процесс, в основе которого лежит расслабление гладких мышц пещеристых тел и расположенных в нём артериол. Во время сексуальной стимуляции из нервных окончаний пещеристых тел выделяется оксид азота (NO), активирующий фермент гуанилатциклазу, что приводит к повышению содержания в пещеристых телах циклического гуанозинмонофосфата (цГМФ). В результате происходит расслабление гладких мышц пещеристых тел, что способствует увеличению притока крови в половой член. 

Блокируя специфическую фосфодиэстеразу пятого типа (ФДЭ5), участвующую в расщеплении цГМФ, Варденафил тем самым способствует усилению местного действия эндогенной окиси азота (NO) в пещеристых телах во время сексуальной стимуляции. Этот эффект обуславливает способность Варденафила усиливать реакцию на сексуальную стимуляцию.

## Фармакокинетика
После приёма внутрь Варденафил быстро всасывается и начинает действовать через 15 минут (у большинства мужчин через 25 минут), продолжительность действия составляет 4—5 часов

## Показания
Эректильная дисфункция (неспособность достичь и сохранить эрекцию, необходимую для совершения полового акта).

## Противопоказания
Гиперчувствительность к любому компоненту препарата.
Одновременное применение с нитратами или препаратами, которые являются донаторами оксида азота.
Комбинация с ингибиторами протеаз ВИЧ, такими как индинавир или ритонавир.
Левитра не показана женщинам и детям до 16 лет.
С осторожностью следует применять у пациентов:
с врождённым удлинением интервала QТ;
с анатомической деформацией полового члена (искривление, кавернозный фиброз, болезнь Пейрони);
с заболеваниями, предрасполагающими к приапизму (серповидно-клеточная анемия, множественная миелома, лейкемия);
с тяжёлым нарушением функции печени. У пациентов с незначительным нарушением функции печени изменения режима дозирования не требуется. У пациентов с умеренным нарушением функции печени начальная доза составляет 5 мг в сутки. В дальнейшем в зависимости от эффективности и переносимости лечения доза может быть увеличена максимально до 10 мг;
с заболеванием почек в терминальной стадии. У пациентов с незначительным, умеренным и тяжёлым снижением функции почек изменения режима дозирования не требуется;
с артериальной гипотонией (систолическое давление в покое ниже 90 мм рт. ст.);
с недавно перенесённым инсультом и инфарктом миокарда; с нестабильной стенокардией;
с наследственными дегенеративными заболеваниями сетчатки (например, пигментный ретинит);
со склонностью к кровотечениям и с обострением язвенной болезни;
с аортальным стенозом и идиопатическим гипертрофическим субаортальным стенозом

## Режим дозирования
Начальная доза составляет 10 мг.
Принимается за 25—60 минут до сексуального контакта.
Продолжительность действия Варденафила составляет 4—5 часов.
Максимальная рекомендованная частота приема препарата — 1 раз в сутки. В зависимости от эффективности и переносимости лечения доза может быть увеличена до 20 мг или снижена до 5 мг в сутки.
Максимальная рекомендованная доза составляет 20 мг 1 раз в сутки.
Доза 5 мг рекомендуется пожилым пациентам (старше 65 лет).
Доза 20 мг назначается в случаях тяжёлой ЭД (сахарный диабет, простатэктомия), когда стартовая доза 10 мг оказывается недостаточно эффективной.
Прием пищи и алкоголя не влияет на эффективность Варденафила.
Варденафил действует только при достаточном уровне сексуальной стимуляции

## Побочные эффекты
- Варденафил («Левитра») в целом переносится хорошо, побочные эффекты, как правило, незначительно или умеренно выражены и имеют преходящий характер. Наиболее типичные (1—10 %): Головная боль, покраснение лица, диспепсия, тошнота, головокружение, ринит. Нетипичные и редкие (0,1—1 %): отеки лица, фотосенсибилизация, боли в пояснице, артериальная гипертония, изменение функциональных «печеночных» тестов, повышение уровня ГГТП, повышение уровня креатинкиназы, миалгия, сонливость, диспноэ, нарушение зрения, слезящиеся глаза, приапизм, анафилактические реакции (включая отёк гортани), грудная жаба, артериальная гипотония, ишемия миокарда, постуральная гипотензия, синкопальные состояния, повышение мышечного тонуса, носовое кровотечение, глаукома.

### Передозировка
Известно о случаях приема Варденафила в дозе 80 мг в сутки, которые не сопровождались развитием серьёзных побочных реакций. Однако, в то же время при применении в дозе 40 мг два раза в сутки наблюдаются выраженные боли в пояснице без признаков токсического действия на мышечную и нервную системы.

## Взаимодействие
Доза Варденафила не должна превышать 5 мг при его сочетании с эритромицином, кетоконазолом, итраконазолом. Доза кетоконазола и итраконазола при этом не должна превышать 200 мг. Сочетание с индинавиром и ритонавиром противопоказано.
Нитраты, донаторы оксида азота: комбинированное назначение Варденафила и нитратов противопоказано из-за опасности развития артериальной гипотензии.
Сочетанная терапия альфа-адреноблокаторами и Левитрой может сопровождаться развитием артериальной гипотонии. Варденафил следует применять не ранее, чем через 6 часов после приема альфа-адреноблокаторов, и его доза не должна превышать 5 мг. Однако, при сочетании с альфа-блокатором тамсулозином, прием препаратов по времени может совпадать.